# Мері Вігман
Мері Віґман (нім. Marie Wiegmann; англ. Mary Wigman; 13 листопада 1886, м. Ганновер, Німеччина — 19 вересня 1973, Берлін, ФРН) — німецька танцівниця і хореографка, засновниця європейського експресивно-пластичного танцю «модерн», танцювальної терапії, а також навчання танцю без пуантів. Її вважають однією з найважливіших фігур в історії сучасного танцю.

## Біографія
Справжнє ім"я - Кароліне Софі Марі Віґманн. Народилася і виросла в Ганновері в сім'ї успішних комерсантів, торговців швейними машинами. Батьки мріяли дати їй гарну освіту, а потім вдало видати заміж. Однак дівчина прагнула свободи, тому така доля її не приваблювала.
1910 відбувся її перший публічний виступ. Того ж року випадок звів її з Емілем Жаком-Далькрозом. Цей швейцарський композитор і педагог прагнув зробити заняття музикою живими і цікавими. В результаті він розробив систему музично-ритмічного виховання (ритмічну гімнастику) — тренувань, що сприяють виробленню абсолютного слуху і здатності до музичної імпровізації. Спеціальну школу ритмічного виховання він відкрив в німецькому місті Хеллерау, куди 1911 року і приїхала вчитися Мері Віґман.
Перші танці почала ставити у Швейцарії. На своєму першому виступі в Цюриху 1916 року Мері Вігман танцювала не музику, а текст. Цим текстом була «Пісня-танець», її улюблена глава з книги Ніцше «Так казав Заратустра». «Так, я провісник блискавки, я важка крапля з хмари: але блискавка ця — надлюдина», — казав Заратустра.
1920 відкрила в Дрездені власну школу — Центральний інститут Віґман. Тут вона поставила серію сольних і групових танців. Спочатку її хореографія викликала здивування, але пізніше у Віґман з'явилися палкі шанувальники.
Вважала, що класичний балет з його округленою, «плинною» пластикою може передавати лише почуття радості та ніжності. Вона ж хотіла висловити в своїх танцях пристрасні, трагічні почуття, тому і рухи повинні були стати сильними, різкими, незграбними; відмовилась від рухів, що традиційно вважалися красивими. Замість звичайної мелодійної балетної музики використовувала звуки барабанів, гонгів, тарілок.
Її сольні та групові постановки ("Жалоба", цикли - "Жертва", "Танці матері", "Сім танців про життя") відрізнялась максимальною напруженістю та динамізмом форм. Вігман приваблювали теми одержимості, пристрасті, страху, відчаю, смерті. В її мистецтві був відсутній пафос протесту, воно виражало образи — символи загальнолюдських емоцій. Ідеї Вігман спричинили глибокий вплив на розвиток танцю модерн, її учениця X. Хольм розповсюдила ідеї Вігман у США.
1930 — вперше приїхала до Нью-Йорка. Протягом декількох років виступала з трупою по всій країні. Виступи спричинили гострі суперечки. Зрештою Віґман отримала визнання публіки, яка оцінила не лише технічну новизну її мистецтва, а і його гуманізм і пафос.
Під час Другої світової війни школу Віґман у Лейпцигу закрили, і їй довелося викладати звичайний класичний танець.
1950 — відкрила нову школу в Далемі, передмісті Берліна.
18 вересня 1973 — померла в Західному Берліні.

## Творчість
Творче кредо Мері Віґман містило деякі суперечливі риси: з одного боку — потяг «до людського, жіночного», а з іншого — до «самотності і танцю» як ніцшеанської проблеми.